# 小畑進
小畑 進（おばた すすむ、1928年11月9日 - 2009年11月26日）は、日本の牧師、神学校教師。関西聖書神学校講師。元東京基督神学校教授、元東京基督教大学講師。

## 経歴
- 早稲田大学大学院文学研究科修了
- 大正大学仏教学科卒業
- 青年時代比叡山で修行し、少僧都の位を受ける前に辞めて、キリスト教に入信して献身する。
- 1950年、東京都杉並区堀ノ内に開校された東京基督神学校に入学する。
- 1951年、東京基督神学校が閉校されて、東京神学塾と分離して、日本基督神学校・日本聖書大学が新理事のもとに運営されることになる。
- 1952年、第一期生として、日本基督神学校（現東京基督神学校）卒業。卒業直後から、日本基督神学校の教師になり、新訳釈義、ギリシア語を教えた。
- 1955年、四日市教会の牧師に就任。
- 1965年11月16日、結成された、東京基督神学校の理事会の理事に、宇田進と共に就任する。
- 1966年4月1日、教授会議長制がとられて、小畑が議長に就任する。
- 1967年3月31日、議長を退任して、宇田進が議長に就任する。
- 1977年小倉台キリスト教会代理牧師就任。
- 1995年日本基督長老教会、杉並教会元牧師を引退後、香川県で開拓伝道をし、池戸キリスト教会を開拓。

## 人物
- 回心する前に、比叡山で修行をしたことがあり、僧侶の資格を有している。

## 著書
- 「ヨブ記講録」、いのちのことば社
- 「創世記講録」、いのちのことば社
- 「ピレモンへの手紙講録」、いのちのことば社
- 「詩篇講録」、いのちのことば社

## 訳書
- F・B・マイヤー著「きょうの祈り」